# Beyond The Shrouded Horizon
"Beyond the Shrouded Horizon è un album del cantante e chitarrista Steve Hackett.

## Tracce
1. "Loch Lomond" (Steve Hackett, Jo Hackett, Roger King) – 6:50
2. "The Phoenix Flown" (Steve Hackett, Jo Hackett, King) – 2:08
3. "Wanderlust" (Steve Hackett, Jo Hackett, King) – 0:44
4. "Til These Eyes" (Steve Hackett, Jo Hackett, King) – 2:41
5. "Prairie Angel" (Steve Hackett, Jo Hackett, Steve Howe, Jonathan Mover) – 2:59
6. "A Place Called Freedom" (Steve Hackett, Jo Hackett, King) – 5:57
7. "Between the Sunset and the Coconut Palms" (Steve Hackett, Jo Hackett, King) – 3:18
8. "Waking to Life" (Steve Hackett, Jo Hackett, King) – 4:50
9. "Two Faces of Cairo" (Steve Hackett, Jo Hackett, King) – 5:13
10. "Looking for Fantasy" (Steve Hackett, Jo Hackett, King) – 4:33
11. "Summer's Breath" (Steve Hackett, Jo Hackett, King) – 1:12
12. "Catwalk" (Steve Hackett, Jo Hackett, King) – 5:44
13. "Turn This Island Earth" (Steve Hackett, Jo Hackett, Howe, King, Mover) – 11:51

## Formazione
- Steve Hackett, voce, chitarra
- Roger King, tastiera
- Nick Beggs, basso
- Simon Phillips, batteria
- John Hackett, flauto